# Zápas na Letních olympijských hrách 1988 – muži, volný styl do 52 kg
Zápas ve volném stylu ve váhové kategorii do 52 kg probíhal na Letních olympijských hrách 1988 v Seongnamském Sangmu Gymnasium. O medaile se utkalo celkem 31 zápasníků.

## Turnajové výsledky
Zápasníci jsou rozděleni do dvou skupin. Je aplikován systém na dvě porážky.
Legenda
- TF — Lopatkové vítězství
- ST — Vítězství na technickou převahu, 12 bodů rozdíl
- PP — Vítězství na body, 1-7 bodů rozdíl, poražený s body
- PO — Vítězství na body, 1-7 bodů rozdíl, poražený bez bodů
- SP — Vítězství na body, 8-11 bodů rozdíl, poražený s body
- SO — Vítězství na body, 8-11 bodů rozdíl, poražený bez bodů
- P0 — Vítězství pro pasivitu, protivník bez bodů
- P1 — Vítězství pro pasivitu, vedoucí 1-7 bodů
- PS — Vítězství pro pasivitu, vedoucí 8-11 bodů
- DC — Vítězství z rozhodnutí, skóre 0-0
- PA — Vítězství pro soupeřovo zranění
- DQ — Vítězství pro soupeřovu diskvalifikaci
- DNA — Nenastoupil
- L — Porážky
- ER — Kolo vyřazení
- CP — Klasifikační body
- TP — Technické body

### Skupiny

#### Skupina A
| L      |                             | CP        | TP     |                             | L      |        |
| Kolo 1 | Kolo 1                      | Kolo 1    | Kolo 1 | Kolo 1                      | Kolo 1 | Kolo 1 |
| ------ | --------------------------- | --------- | ------ | --------------------------- | ------ | ------ |
| 0      | Majid Torkan (IRI)          | 4-0 ST    | 15-0   | Lo Chao-Cheng (TPE)         | 1      |        |
| 1      | Christopher Woodcroft (CAN) | 0-4 ST    | 0-16   | Volodimir Toguzov (URS)     | 0      |        |
| 0      | Aslan Seyhanlı (TUR)        | 4-0 ST    | 15-0   | Surya Saputera (INA)        | 1      |        |
| 1      | Garba Lame (NGR)            | 0-4 TF    | 5:18   | Władysław Stecyk (POL)      | 0      |        |
| 0      | Bernardo Olvera (MEX)       | 4-0 TF    | 2:41   | Edvin-Eduardo Vásquez (GUA) | 1      |        |
| 1      | Kenneth Chertow (USA)       | 1-3 PP    | 1-5    | Thierry Bourdin (FRA)       | 0      |        |
| 0      | Valentin Jordanov (BUL)     | 4-0 TF    | 2:02   | Carlos Negron (PUR)         | 1      |        |
| 1      | Oushane Diallo (GUI)        | 0-4 ST    | 0-15   | Šaban Trstena (YUG)         | 0      |        |
| Kolo 2 |                             |           |        |                             |        |        |
| 0      | Majid Torkan (IRI)          | 4-0 TF    | 5:42   | Christopher Woodcroft (CAN) | 2      |        |
| 2      | Lo Chao-Cheng (TPE)         | 0-4 TF    | 0:42   | Volodimir Toguzov (URS)     | 0      |        |
| 0      | Aslan Seyhanlı (TUR)        | 4-0 ST    | 16-1   | Garba Lame (NGR)            | 2      |        |
| 2      | Surya Saputera (INA)        | 0-4 TF    | 1:48   | Władysław Stecyk (POL)      | 0      |        |
| 1      | Bernardo Olvera (MEX)       | 1-3 PP    | 7-10   | Kenneth Chertow (USA)       | 1      |        |
| 2      | Edvin-Eduardo Vásquez (GUA) | 0-4 ST    | 0-16   | Thierry Bourdin (FRA)       | 0      |        |
| 0      | Valentin Jordanov (BUL)     | 4-0 ST    | 17-1   | Oushane Diallo (GUI)        | 2      |        |
| 2      | Carlos Negron (PUR)         | 0-4 ST    | 1-16   | Šaban Trstena (YUG)         | 0      |        |
| Kolo 3 |                             |           |        |                             |        |        |
| 1      | Majid Torkan (IRI)          | 1-3 PP    | 2-4    | Volodimir Toguzov (URS)     | 0      |        |
| 0      | Aslan Seyhanlı (TUR)        | 3-1 PP    | 8-4    | Władysław Stecyk (POL)      | 1      |        |
| 2      | Bernardo Olvera (MEX)       | 0-3 P1    | 5:08   | Thierry Bourdin (FRA)       | 0      |        |
| 2      | Kenneth Chertow (USA)       | .5-3.5 SP | 6-19   | Valentin Jordanov (BUL)     | 0      |        |
| 0      | Šaban Trstena (YUG)         |           |        | Bye                         |        |        |
| Kolo 4 |                             |           |        |                             |        |        |
| 0      | Šaban Trstena (YUG)         | 4-0 PA    | 0:21   | Majid Torkan (IRI)          | 2      |        |
| 0      | Volodimir Toguzov (URS)     | 3-1 PP    | 5-4    | Aslan Seyhanlı (TUR)        | 1      |        |
| 1      | Władysław Stecyk (POL)      | 3-1 PP    | 6-2    | Thierry Bourdin (FRA)       | 1      |        |
| 0      | Valentin Jordanov (BUL)     |           |        | Bye                         |        |        |
| Kolo 5 |                             |           |        |                             |        |        |
| 1      | Valentin Jordanov (BUL)     | 1-3 PP    | 5-11   | Šaban Trstena (YUG)         | 0      |        |
| 0      | Volodimir Toguzov (URS)     | 4-0 ST    | 17-1   | Władysław Stecyk (POL)      | 2      |        |
| 1      | Aslan Seyhanlı (TUR)        | 3-1 PP    | 3-2    | Thierry Bourdin (FRA)       | 2      |        |
| Kolo 6 |                             |           |        |                             |        |        |
| 2      | Valentin Jordanov (BUL)     | .5-3.5 SP | 1-14   | Volodimir Toguzov (URS)     | 0      |        |
| 0      | Šaban Trstena (YUG)         | 3-1 PP    | 7-3    | Aslan Seyhanlı (TUR)        | 2      |        |
| Kolo 7 |                             |           |        |                             |        |        |
| 0      | Šaban Trstena (YUG)         | 3-0 PO    | 3-0    | Volodimir Toguzov (URS)     | 1      |        |

| Zápasník                    | L | ER | CP   |
| --------------------------- | - | -- | ---- |
| Šaban Trstena (YUG)         | 0 | -  | 21   |
| Volodimir Toguzov (URS)     | 1 | -  | 21.5 |
| Aslan Seyhanlı (TUR)        | 2 | 6  | 16   |
| Valentin Jordanov (BUL)     | 2 | 6  | 13   |
| Władysław Stecyk (POL)      | 2 | 5  | 12   |
| Thierry Bourdin (FRA)       | 2 | 5  | 12   |
| Majid Torkan (IRI)          | 2 | 4  | 9    |
| Bernardo Olvera (MEX)       | 2 | 3  | 5    |
| Kenneth Chertow (USA)       | 2 | 3  | 4.5  |
| Oushane Diallo (GUI)        | 2 | 2  | 0    |
| Garba Lame (NGR)            | 2 | 2  | 0    |
| Carlos Negron (PUR)         | 2 | 2  | 0    |
| Christopher Woodcraft (CAN) | 2 | 2  | 0    |
| Lo Chao-Cheng (TPE)         | 2 | 2  | 0    |
| Edvin-Eduardo Vásquez (GUA) | 2 | 2  | 0    |
| Surya Saputera (INA)        | 2 | 2  | 0    |

#### Skupina B
| L      |                                | CP     | TP     |                                | L      |        |
| Kolo 1 | Kolo 1                         | Kolo 1 | Kolo 1 | Kolo 1                         | Kolo 1 | Kolo 1 |
| ------ | ------------------------------ | ------ | ------ | ------------------------------ | ------ | ------ |
| 1      | Florentino Tirante (PHI)       | 0-4 TF | 0:16   | László Bíró (HUN)              | 0      |        |
| 1      | Nguyen Kim Huong (VIE)         | 0-4 ST | 3-18   | Kuldeep Singh (IND)            | 0      |        |
| 1      | Lamachi Elimu (KEN)            | 0-4 TF | 1:11   | Oscar Muñoz (COL)              | 0      |        |
| 0      | Tserenbaataryn Enkhbayar (MGL) | 3-1 PP | 12-7   | Fayadh Minati (IRQ)            | 1      |        |
| 1      | Xu Jihua (CHN)                 | 1-3 PP | 8-15   | Kim Jong-Oh (KOR)              | 0      |        |
| 0      | Micuru Sató (JPN)              | 4-0 TF | 0:45   | Jihad Sharif (JOR)             | 1      |        |
| 0      | Ahmad Naseer (AFG)             | 3-1 PP | 7-3    | Herbert Tutsch (FRG)           | 1      |        |
| 0      | Anthony Morris (GBR)           |        |        | DNA                            |        |        |
| Kolo 2 |                                |        |        |                                |        |        |
| 2      | Florentino Tirante (PHI)       | 0-4 TF | 2:02   | Nguyen Kim Huong (VIE)         | 1      |        |
| 0      | László Bíró (HUN)              | 3-1 PP | 11-5   | Kuldeep Singh (IND)            | 1      |        |
| 2      | Lamachi Elimu (KEN)            | 0-4 TF | 1:02   | Tserenbaataryn Enkhbayar (MGL) | 0      |        |
| 0      | Oscar Muñoz (COL)              | 3-1 PP | 8-1    | Fayadh Minati (IRQ)            | 2      |        |
| 2      | Xu Jihua (CHN)                 | 0-4 TF | 4:02   | Micuru Sató (JPN)              | 0      |        |
| 0      | Kim Jong-Oh (KOR)              | 3-1 PP | 8-5    | Ahmad Naseer (AFG)             | 1      |        |
| 2      | Jihad Sharif (JOR)             | 0-4 TF | 2:16   | Herbert Tutsch (FRG)           | 1      |        |
| Kolo 3 |                                |        |        |                                |        |        |
| 0      | László Bíró (HUN)              | 3-0 P1 | 4:16   | Nguyen Kim Huong (VIE)         | 2      |        |
| 1      | Kuldeep Singh (IND)            | 3-1 PP | 12-6   | Oscar Muñoz (COL)              | 1      |        |
| 1      | Tserenbaataryn Enkhbayar (MGL) | 1-3 PP | 3-11   | Kim Jong-Oh (KOR)              | 0      |        |
| 0      | Micuru Sató (JPN)              | 4-0 TF | 1:44   | Ahmad Naseer (AFG)             | 2      |        |
| 1      | Herbert Tutsch (FRG)           |        |        | Bye                            |        |        |
| Kolo 4 |                                |        |        |                                |        |        |
| 2      | Herbert Tutsch (FRG)           | 0-4 TF | 1:14   | László Bíró (HUN)              | 0      |        |
| 2      | Kuldeep Singh (IND)            | 1-3 PP | 9-16   | Tserenbaataryn Enkhbayar (MGL) | 1      |        |
| 2      | Oscar Muñoz (COL)              | 1-3 PP | 4-12   | Kim Jong-Oh (KOR)              | 0      |        |
| 0      | Micuru Sató (JPN)              |        |        | Bye                            |        |        |
| Kolo 5 |                                |        |        |                                |        |        |
| 0      | Micuru Sató (JPN)              | 4-0 TF | 0:53   | Tserenbaataryn Enkhbayar (MGL) | 2      |        |
| 0      | László Bíró (HUN)              | 3-1 PP | 8-4    | Kim Jong-Oh (KOR)              | 1      |        |
| Kolo 6 |                                |        |        |                                |        |        |
| 0      | Micuru Sató (JPN)              | 4-0 TF | 2:55   | László Bíró (HUN)              | 1      |        |
| 1      | Kim Jong-Oh (KOR)              |        |        | Bye                            |        |        |
| Kolo 7 |                                |        |        |                                |        |        |
| 2      | Kim Jong-Oh (KOR)              | 0-4 ST | 0-15   | Micuru Sató (JPN)              | 0      |        |
| 1      | László Bíró (HUN)              |        |        | Bye                            |        |        |

| Zápasník                       | L | ER | CP |
| ------------------------------ | - | -- | -- |
| Micuru Sató (JPN)              | 0 | -  | 24 |
| László Bíró (HUN)              | 1 | -  | 17 |
| Kim Jong-Oh (KOR)              | 2 | 7  | 13 |
| Tserenbaataryn Enkhbayar (MGL) | 2 | 5  | 11 |
| Kuldeep Singh (IND)            | 2 | 4  | 9  |
| Oscar Muñoz (COL)              | 2 | 4  | 9  |
| Herbert Tutsch (FRG)           | 2 | 4  | 5  |
| Ahmad Naseer (AFG)             | 2 | 3  | 4  |
| Nguyen Kim Huong (VIE)         | 2 | 3  | 4  |
| Fayadh Minati (IRQ)            | 2 | 2  | 2  |
| Xu Jihua (CHN)                 | 2 | 2  | 1  |
| Jihad Sharif (JOR)             | 2 | 2  | 0  |
| Lamachi Elimu (KEN)            | 2 | 2  | 0  |
| Florentino Tirante (PHI)       | 2 | 2  | 0  |
| Anthony Morris (GBR)           | 0 | 0  | 0  |

### Finále
|                         | CP               | TP               |                                |                  |
| Zápas o 7. místo        | Zápas o 7. místo | Zápas o 7. místo | Zápas o 7. místo               | Zápas o 7. místo |
| ----------------------- | ---------------- | ---------------- | ------------------------------ | ---------------- |
| Valentin Jordanov (BUL) | 0-4 PA           |                  | Tserenbaataryn Enkhbayar (MGL) |                  |
| Zápas o 5. místo        |                  |                  |                                |                  |
| Aslan Seyhanlı (TUR)    | 3-1 PP           | 5-4              | Kim Jong-Oh (KOR)              |                  |
| Zápas o 3. místo        |                  |                  |                                |                  |
| Volodimir Toguzov (URS) | 3.5-.5 SP        | 14-1             | László Bíró (HUN)              |                  |
| Finálový zápas          |                  |                  |                                |                  |
| Šaban Trstena (YUG)     | 1-3 PP           | 2-13             | Micuru Sató (JPN)              |                  |

## Finálové pořadí
1. Micuru Sató (JPN)
2. Šaban Trstena (YUG)
3. Volodimir Toguzov (URS)
4. László Bíró (HUN)
5. Aslan Seyhanlı (TUR)
6. Kim Jong-Oh (KOR)
7. Tserenbaataryn Enkhbayar (MGL)
8. Valentin Jordanov (BUL)